# 3-Galaktozil-N-acetilglukozaminid 4-a-L-fukoziltransferaza
3-Galaktozil--acetilglukozaminid 4-a--fukoziltransferaza (EC 2.4.1.65, (Lea)-zavisna (alfa-3/4)-fukoziltransferaza, alfa(1,3/1,4) fukoziltransferaza III, alfa-(1->4)-L-fukoziltransferaza, alfa-4-L-fukoziltransferaza, beta-acetilglukozaminilsaharid fukoziltransferaza, FucT-II, Luisova alfa-(1->3/4)-fukoziltransferaza, Luisova krvno grupna alfa-(1->3/4)-fukoziltransferaza, Luis (Le) krvno grupni gen-zavisna alfa-(1->3/4)-L-fukoziltransferaza, krvno grupna Luisova alfa-4-fukoziltransferaza, krvno-grupna supstanca Lea-zavisna fukoziltransferaza, guanozin difosfofukoza-beta-acetilglukozaminilsaharidna 4-alfa--fukoziltransferaza, guanozin difosfofukoza-glikoproteinska 4-alfa--fukoziltransferaza, guanozin difosfofukoza-glikoproteinska 4-alfa-fukoziltransferaza, 3-alfa-galaktozil--acetilglukozaminidna 4-alfa--fukoziltransferaza, GDP-beta--fukoza:3-beta--galaktozil--acetil--glukozaminil-R 4I-alfa--fukoziltransferaza, GDP-L-fukoza:3-beta--galaktozil--acetil--glukozaminil-R 4I-alfa-L-fukoziltransferaza) je enzim sa sistematskim imenom GDP-beta--fukoza:beta-D-galaktozil-(1->3)--acetil--glukozaminil-R 4I-alfa--fukoziltransferaza. Ovaj enzim katalizuje sledeću hemijsku reakciju
GDP-beta-L-fukoza + beta--galaktozil-(1->3)--acetil--glukozaminil-R {\displaystyle \rightleftharpoons } GDP + beta--galaktozil-(1->3)-[alfa--fukozil-(1->4)]--acetil-beta-D-glukozaminil-R
Ovaj enzim je produkt Luisovog krvno grupnog gena.

## Literatura
- Nicholas C. Price; Lewis Stevens (1999). Fundamentals of Enzymology: The Cell and Molecular Biology of Catalytic Proteins (Third изд.). USA: Oxford University Press. ISBN 019850229X.
- Eric J. Toone (2006). Advances in Enzymology and Related Areas of Molecular Biology, Protein Evolution (Volume 75 изд.). Wiley-Interscience. ISBN 0471205036.
- Branden C; Tooze J. Introduction to Protein Structure. New York, NY: Garland Publishing. ISBN 0-8153-2305-0.
- Irwin H. Segel. Enzyme Kinetics: Behavior and Analysis of Rapid Equilibrium and Steady-State Enzyme Systems (Book 44 изд.). Wiley Classics Library. ISBN 0471303097.

## Spoljašnje veze
- 3-galactosyl-N-acetylglucosaminide+4-alpha-L-fucosyltransferase на 